# The Ocean Hop
The Ocean Hop è un film del 1927 diretto da Walt Disney. È un cortometraggio animato, il sesto con protagonista Oswald il coniglio fortunato. Fu distribuito dalla Universal Pictures il 14 novembre 1927. Fu poi riedito il 24 aprile 1932 dalla Walter Lantz Productions, con effetti sonori e musiche di James Dietrich, e questa è l'unica versione disponibile ai nostri giorni. Nel cortometraggio appare, per la prima volta in questa serie, Pietro Gambadilegno (non ancora in forma di gatto), che in seguito diventerà un nemico ricorrente di Oswald.

## Trama
Oswald sta prendendo parte ad una gara attraverso l'Atlantico, da New York a Parigi in aereo, con un premio di 25.000 dollari. Gambadilegno, uno dei concorrenti in gara, mette la gomma da masticare sul carrello dell'aereo di Oswald, in modo che lui non sia in grado di iniziare con gli altri. Come se non bastasse, le ali del suo aereo volano via senza di lui. Così il coniglio improvvisa usando una tavola di legno, un paio di palloncini e un cane bassotto, ed è presto di nuovo in gara, riuscendo infine (con un po' di fortuna) a vincere.

## Edizioni home video

### DVD
Il cortometraggio è incluso nel DVD Walt Disney Treasures: Le avventure di Oswald il coniglio fortunato. Per l'occasione al film è stata assegnata una nuova colonna sonora scritta da Robert Israel. Inoltre è possibile guardare il cortometraggio con il commento audio di Mark Kausler.